# Việt Nam tại Thế vận hội Mùa hè 2020
Việt Nam đã thi đấu tại Thế vận hội Mùa hè 2020 ở Tokyo. Ban đầu dự kiến diễn ra từ ngày 24 tháng 7 đến ngày 9 tháng 8 năm 2020, nhưng do ảnh hưởng của đại dịch COVID-19, thế vận hội đã bị hoãn lại. Thế vận hội được diễn ra từ ngày 23 tháng 7 đến ngày 8 tháng 8 năm 2021. Đây là lần tham dự thứ 10 của quốc gia tại Thế vận hội với tư cách là một nước cộng hòa thống nhất, 6 lần trong số đó dưới biểu ngữ của Quốc gia Việt Nam hoặc Việt Nam Cộng hòa. Tại kì thế vận hội này, Việt Nam không giành được huy chương nào, lần đầu tiên kể từ sau Thế vận hội Mùa hè 2004.

## Vận động viên dự thi
| Môn             | Nam | Nữ | Tổng |
| --------------- | --- | -- | ---- |
| Bắn cung        | 1   | 1  | 2    |
| Bắn súng        | 1   | 0  | 1    |
| Bơi lội         | 1   | 1  | 2    |
| Cầu lông        | 1   | 1  | 2    |
| Chèo thuyền     | 0   | 2  | 2    |
| Cử tạ           | 1   | 1  | 2    |
| Điền kinh       | 0   | 1  | 1    |
| Judo            | 0   | 1  | 1    |
| Quyền anh       | 1   | 1  | 2    |
| Taekwondo       | 0   | 1  | 1    |
| Thể dục dụng cụ | 2   | 0  | 2    |
| Tổng            | 8   | 10 | 18   |

## Bắn cung
Ngày 28 tháng 11 năm 2019, tại Giải vô địch bắn cung châu Á 2019, cũng đồng thời là vòng loại Olympic 2020 khu vực châu Á, diễn ra ở Thái Lan, Nguyễn Hoàng Phi Vũ đã giành HCV nội dung cung một dây nam còn Đỗ Thị Ánh Nguyệt đã giành HCĐ nội dung cung một dây nữ, qua đó cùng nhận tấm vé dự Thế vận hội.
| Vận động viên                         | Nội dung        | Vòng xếp hạng | Vòng xếp hạng | Vòng 64                  | Vòng 32       | Vòng 16       | Tứ kết        | Bán kết       | Chung kết     | Chung kết |
| Vận động viên                         | Nội dung        | Điểm          | Hạng          | Đối thủ Tỷ số            | Đối thủ Tỷ số | Đối thủ Tỷ số | Đối thủ Tỷ số | Đối thủ Tỷ số | Đối thủ Tỷ số | Hạng      |
| ------------------------------------- | --------------- | ------------- | ------------- | ------------------------ | ------------- | ------------- | ------------- | ------------- | ------------- | --------- |
| Nguyễn Hoàng Phi Vũ                   | Đơn nam         | 647           | 53            | Chí Xuân (TPE) · B (1–5) | Bị loại       | Bị loại       | Bị loại       | Bị loại       | Bị loại       | Bị loại   |
| Đỗ Thị Ánh Nguyệt                     | Đơn nữ          | 628           | 49            | Hayakawa (JPN) · B (5–6) | Bị loại       | Bị loại       | Bị loại       | Bị loại       | Bị loại       | Bị loại   |
| Nguyễn Hoàng Phi Vũ Đỗ Thị Ánh Nguyệt | Đồng đội nam nữ | 1275          | 23            | —                        | —             | Bị loại       | Bị loại       | Bị loại       | Bị loại       | Bị loại   |

## Bắn súng

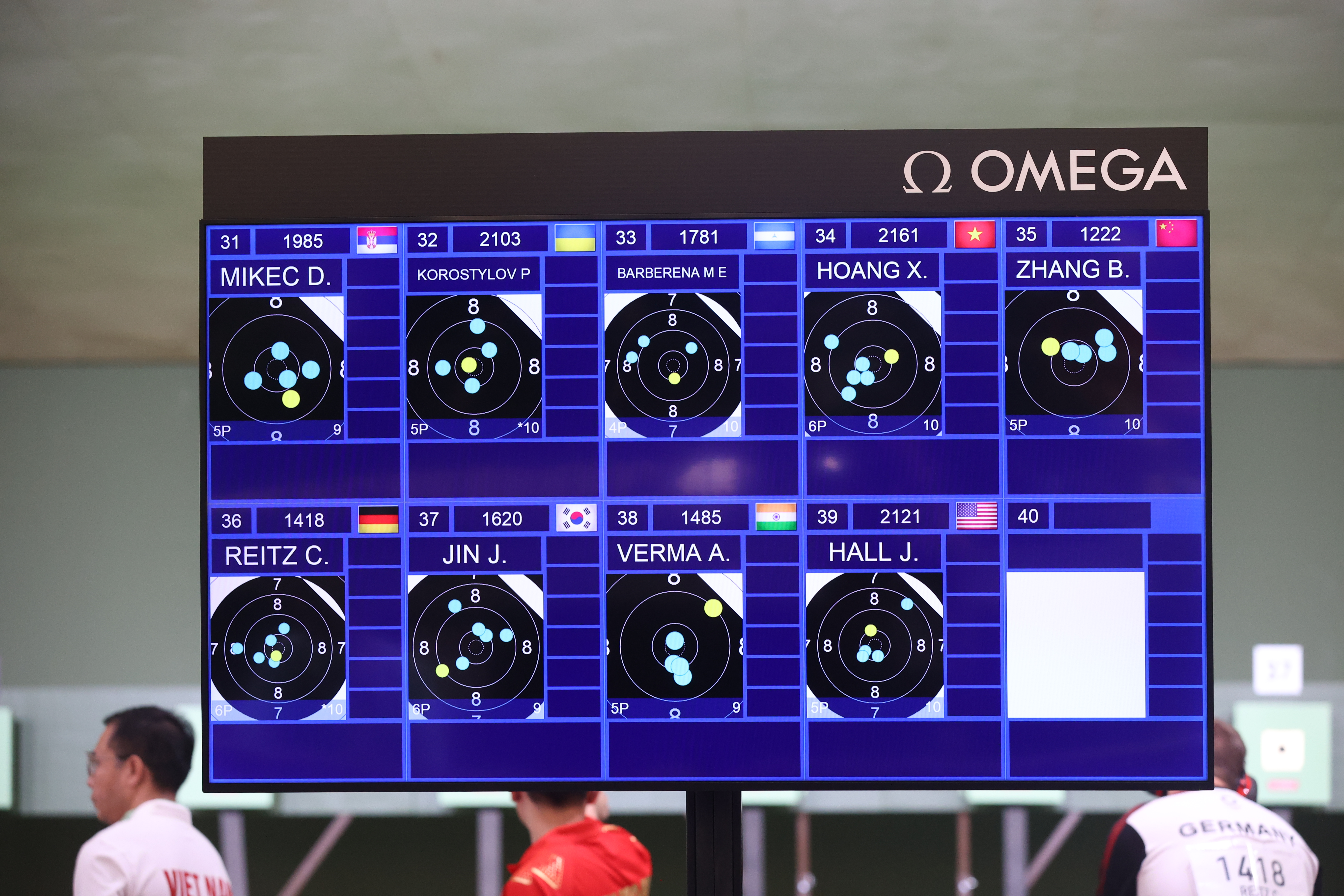
Bảng kết quả 10 m súng ngắn hơi nam của Hoàng Xuân Vinh (thứ 4 hàng trên từ trái sang)

Do không thể giành vé trực tiếp đến Thế vận hội, Liên đoàn Bắn súng Thế giới (ISSF) phân bổ 1 suất tham dự Olympic Tokyo cho bắn súng Việt Nam ở nội dung 10m súng ngắn hơi nam cho Hoàng Xuân Vinh. Dù từng đạt huy chương vàng tại Thế vận hội Mùa hè 2016, song anh cũng không thể vượt qua được vòng loại ở nội dung này.
| Vận động viên   | Nội dung               | Vòng loại | Vòng loại | Chung kết | Chung kết |
| Vận động viên   | Nội dung               | Điểm      | Hạng      | Điểm      | Hạng      |
| --------------- | ---------------------- | --------- | --------- | --------- | --------- |
| Hoàng Xuân Vinh | 10 m súng ngắn hơi Nam | 573       | 22        | Bị loại   | Bị loại   |

## Bơi lội
Các vận động viên bơi lội Việt Nam tiếp tục đạt được các tiêu chuẩn đủ điều kiện trong các nội dung sau (tối đa 2 vận động viên bơi lội trong mỗi nội dung tại tính giờ vòng loại Olympic (OQT), và có khả năng 1 tại tính giờ tuyển chọn Olympic (OST).
| Vận động viên       | Nội dung             | Vòng loại | Vòng loại | Bán kết  | Bán kết | Chung kết | Chung kết |
| Vận động viên       | Nội dung             | Tính giờ  | Hạng      | Tính giờ | Hạng    | Tính giờ  | Hạng      |
| ------------------- | -------------------- | --------- | --------- | -------- | ------- | --------- | --------- |
| Nguyễn Huy Hoàng    | Bơi tự do 800 m Nam  | 7:54:16   | 20        | —        | —       | Bị loại   | Bị loại   |
| Nguyễn Huy Hoàng    | Bơi tự do 1500 m Nam | 15:00.24  | 12        | —        | —       | Bị loại   | Bị loại   |
| Nguyễn Thị Ánh Viên | Bơi tự do 200 m Nữ   | 2:05.30   | 26        | Bị loại  | Bị loại | Bị loại   | Bị loại   |
| Nguyễn Thị Ánh Viên | Bơi tự do 800 m Nữ   | 9:03:56   | 30        | —        | —       | Bị loại   | Bị loại   |

## Cầu lông
Ngày 7 tháng 6 năm 2021, Liên đoàn cầu lông thế giới (BWF) thông báo 2 vận động viên Nguyễn Tiến Minh, Nguyễn Thùy Linh của Việt Nam đủ điều kiện dự Olympic Tokyo. Tiến Minh cũng đã tạo nên cột mốc lịch sử khi trở thành VĐV Việt Nam đầu tiên tham dự 4 kỳ Olympic (2008, 2012, 2016, 2020).
| Vận động viên    | Nội dung | Vòng bảng                         | Vòng bảng                         | Vòng bảng                      | Vòng bảng | Vòng loại     | Tứ kết        | Bán kết       | Chung kết / BM | Chung kết / BM |
| Vận động viên    | Nội dung | Đối thủ Tỷ số                     | Đối thủ Tỷ số                     | Đối thủ Tỷ số                  | Hạng      | Đối thủ Tỷ số | Đối thủ Tỷ số | Đối thủ Tỷ số | Đối thủ Tỷ số  | Hạng           |
| ---------------- | -------- | --------------------------------- | --------------------------------- | ------------------------------ | --------- | ------------- | ------------- | ------------- | -------------- | -------------- |
| Nguyễn Tiến Minh | Đơn Nam  | Antonsen (DEN) · B (13–21, 13–21) | Dwicahyo (AZE) · B (14–21, 18–21) | —                              | 3         | Bị loại       | Bị loại       | Bị loại       | Bị loại        | Bị loại        |
| Nguyễn Thùy Linh | Đơn Nữ   | Duệ Phi (FRA) · T (21–11, 21–11)  | Tư Dĩnh (TPE) · B (16–21, 11–21)  | Jaquet (SUI) · T (21–8, 21–17) | 2         | Bị loại       | Bị loại       | Bị loại       | Bị loại        | Bị loại        |

## Chèo thuyền
Sáng ngày 7 tháng 5 năm 2021, đôi vận động viên Lường Thị Thảo và Đinh Thị Hảo đã đem về chiếc vé tham dự Olympic vô cùng quý giá cho thể thao Việt Nam sau khi về nhì ở nội dung thuyền đôi nữ hạng nhẹ mái chèo đôi tại vòng loại Olympic khu vực châu Á & Thái Bình Dương ở Tokyo.
| Vận động viên               | Nội dung                     | Vòng ngoài | Vòng ngoài | Tranh vé vớt | Tranh vé vớt | Bán kết   | Bán kết | Chung kết | Chung kết | Chung kết C | Chung kết C | Hạng cuối cùng |
| Vận động viên               | Nội dung                     | Thời gian  | Hạng       | Thời gian    | Hạng         | Thời gian | Hạng    | Thời gian | Hạng      | Thời gian   | Hạng        | Hạng cuối cùng |
| --------------------------- | ---------------------------- | ---------- | ---------- | ------------ | ------------ | --------- | ------- | --------- | --------- | ----------- | ----------- | -------------- |
| Lường Thị Thảo Đinh Thị Hảo | Đôi Nữ hạng nhẹ mái chèo đôi | 7:36.21    | 4          | 7:53.69      | 5            | Bị loại   | Bị loại | Bị loại   | Bị loại   | 7:19.05     | 3           | 15             |

## Cử tạ
Giữa tháng 6 năm 2021, Liên đoàn cử tạ quốc tế (IWF) đã công bố 3 suất chính thức dành cho cử tạ Việt Nam là Thạch Kim Tuấn, Vương Thị Huyền, Hoàng Thị Duyên. Tuy nhiên sau đó lại bị cắt một suất vì 4 VĐV dương tính chất cấm (doping). Cuối cùng, chỉ có Thạch Kim Tuấn và Hoàng Thị Duyên được tham dự thế vận hội.
| Ghi chú: - DNF: Không hoàn thành |

| Vận động viên   | Nội dung  | Cử giật | Cử giật | Cử đẩy  | Cử đẩy | Tổng số | Hạng |
| Vận động viên   | Nội dung  | Kết quả | Hạng    | Kết quả | Hạng   | Tổng số | Hạng |
| --------------- | --------- | ------- | ------- | ------- | ------ | ------- | ---- |
| Thạch Kim Tuấn  | 61 kg Nam | 126     | 8       | 153     | DNF    | 126     | DNF  |
| Hoàng Thị Duyên | 59 kg Nữ  | 95      | 5       | 113     | 5      | 208     | 5    |

## Điền kinh
Giữa tháng 6, Liên đoàn điền kinh quốc tế cùng Ủy ban Olympic quốc tế (IOC) quyết định chọn VĐV Quách Thị Lan vào danh sách các VĐV được tham dự Olympic Tokyo ở nội dung 400m rào nữ. Đây là suất đặc cách dành cho điền kinh Việt Nam sau khi không có VĐV nào đạt được suất chính thức. Quách Thị Lan là nhà vô địch 400 m vượt rào nữ tại ASIAD 2018.
| Vận động viên | Nội dung          | Vòng ngoài | Vòng ngoài | Bán kết | Bán kết | Chung kết | Chung kết |
| Vận động viên | Nội dung          | Kết quả    | Hạng       | Kết quả | Hạng    | Kết quả   | Hạng      |
| ------------- | ----------------- | ---------- | ---------- | ------- | ------- | --------- | --------- |
| Quách Thị Lan | 400 m vượt rào Nữ | 55.71      | 4 Q        | 56.78   | 6       | Bị loại   | Bị loại   |

## Judo
Rạng sáng ngày 3 tháng 7 năm 2021, Liên đoàn Judo Quốc tế (IJF) chính thức thông báo vận động viên Nguyễn Thị Thanh Thủy đã đoạt vé tham dự kỳ Olympic Tokyo.
| Vận động viên         | Nội dung | Vòng 32              | Vòng 16         | Tứ kết          | Bán kết         | Vòng vé vớt     | Chung kết / HCĐ | Chung kết / HCĐ |
| Vận động viên         | Nội dung | Đối thủ Kết quả      | Đối thủ Kết quả | Đối thủ Kết quả | Đối thủ Kết quả | Đối thủ Kết quả | Đối thủ Kết quả | Hạng            |
| --------------------- | -------- | -------------------- | --------------- | --------------- | --------------- | --------------- | --------------- | --------------- |
| Nguyễn Thị Thanh Thủy | 52 kg Nữ | Chițu (ROU) · B 0–10 | Bị loại         | Bị loại         | Bị loại         | Bị loại         | Bị loại         | Bị loại         |

## Quyền anh
Việt Nam có 2 vận động viên vượt qua vòng loại và nhận được tấm vé chính thức là Nguyễn Thị Tâm và trước đó là võ sĩ Nguyễn Văn Đương. Nguyễn Thị Tâm cũng trở thành nữ vận động viên boxing đầu tiên của Việt Nam tham dự Thế vận hội.
| Vận động viên    | Nội dung      | Vòng 32                | Vòng 16                 | Tứ kết        | Bán kết       | Chung kết     | Chung kết |
| Vận động viên    | Nội dung      | Đối thủ Tỷ số          | Đối thủ Tỷ số           | Đối thủ Tỷ số | Đối thủ Tỷ số | Đối thủ Tỷ số | Hạng      |
| ---------------- | ------------- | ---------------------- | ----------------------- | ------------- | ------------- | ------------- | --------- |
| Nguyễn Văn Đương | Hạng lông Nam | Aliyev (AZE) · T 3–2   | Erdenebat (MGL) · B 0–5 | Bị loại       | Bị loại       | Bị loại       | Bị loại   |
| Nguyễn Thị Tâm   | Hạng ruồi Nữ  | Krasteva (BUL) · B 2–3 | Bị loại                 | Bị loại       | Bị loại       | Bị loại       | Bị loại   |

## Taekwondo
Tại vòng loại Olympic Tokyo 2020 khu vực châu Á được tổ chức tại Jordan từ ngày 21 đến 23 tháng 5 năm 2021, võ sĩ Trương Thị Kim Tuyền đã chính thức giành vé dự Olympic Tokyo 2020. Cụ thể, ở nội dung nữ 49 kg, Trương Thị Kim Tuyền đã giành những chiến thắng thuyết phục trước các VĐV đến từ Pakistan, Kazakhstan để đoạt vé đi Thế vận hội.
| Vận động viên        | Nội dung | Vòng 16             | Tứ kết                  | Vòng vé vớt            | Bán kết         | Chung kết / HCĐ | Chung kết / HCĐ |
| Vận động viên        | Nội dung | Đối thủ Kết quả     | Đối thủ Kết quả         | Đối thủ Kết quả        | Đối thủ Kết quả | Đối thủ Kết quả | Hạng            |
| -------------------- | -------- | ------------------- | ----------------------- | ---------------------- | --------------- | --------------- | --------------- |
| Trương Thị Kim Tuyền | 49 kg Nữ | Yong (CAN) · T 19–5 | Panipak (THA) · B 11–20 | Avishag (ISR) · B 1–22 | Bị loại         | Bị loại         | 7               |

## Thể dục dụng cụ
Ngày 8 tháng 10 năm 2019, Lê Thanh Tùng đã xuất sắc vào chung kết nội dung nhảy chống tại Giải thể dục dụng cụ vô địch thế giới 2019 diễn ra tại Đức. Với thành tích này Thanh Tùng đã có vé chính thức đến Olympic Tokyo 2020. Cuối cùng, trước khi sang Nhật Bản thi đấu, đội tuyển thể dục dụng cụ Việt Nam có thêm 1 vé dự thi thuộc về Đinh Phương Thành. Dù rất nỗ lực, nhưng cả 2 đã đều bị loại ở các nội dung nhảy ngựa nam (nhảy chống nam), xà đơn nam, xà kép nam.
| Ghi chú: - F: Tự do - PH: Ngựa tay quay - R: Vòng treo - V: Nhảy ngựa - PB: Xà kép - HB: Xà đơn |

| Vận động viên     | Nội dung      | Vòng loại | Vòng loại | Vòng loại | Vòng loại | Vòng loại | Vòng loại | Vòng loại | Vòng loại | Chung kết | Chung kết | Chung kết | Chung kết | Chung kết | Chung kết | Chung kết | Chung kết |
| Vận động viên     | Nội dung      | Dụng cụ   | Dụng cụ   | Dụng cụ   | Dụng cụ   | Dụng cụ   | Dụng cụ   | Tổng điểm | Hạng      | Dụng cụ   | Dụng cụ   | Dụng cụ   | Dụng cụ   | Dụng cụ   | Dụng cụ   | Tổng điểm | Hạng      |
| Vận động viên     | Nội dung      | F         | PH        | R         | V         | PB        | HB        | Tổng điểm | Hạng      | F         | PH        | R         | V         | PB        | HB        | Tổng điểm | Hạng      |
| ----------------- | ------------- | --------- | --------- | --------- | --------- | --------- | --------- | --------- | --------- | --------- | --------- | --------- | --------- | --------- | --------- | --------- | --------- |
| Lê Thanh Tùng     | Nhảy ngựa Nam | —         | —         | —         | 13.483    | —         | —         | 13.483    | 19        | Bị loại   | Bị loại   | Bị loại   | Bị loại   | Bị loại   | Bị loại   | Bị loại   | Bị loại   |
| Lê Thanh Tùng     | Xà đơn Nam    | —         | —         | —         | —         | —         | 13.166    | 13.166    | 39        | Bị loại   | Bị loại   | Bị loại   | Bị loại   | Bị loại   | Bị loại   | Bị loại   | Bị loại   |
| Đinh Phương Thành | Xà kép Nam    | —         | —         | —         | —         | 11.833    | —         | 11.833    | 43        | Bị loại   | Bị loại   | Bị loại   | Bị loại   | Bị loại   | Bị loại   | Bị loại   | Bị loại   |